# ボランティア法律家による芸術支援団体
ボランティア法律家による芸術支援団体は、世界各国に存在する法律家団体であり、多くはNPOないし芸術法(Art Law)の研究機関として設立されている。アーティスト･クリエイターや他のNPO・美術館などが直面する契約や法律等の問題を専門に取り扱い、無料の相談や情報提供などをボランティア（法律家用語で言うところのpro bono、プロボノ）として行っている。アメリカのVolunteer Lawyers for the Arts（VLA）が有名。

## アメリカ
NYのVLAは3千人以上の弁護士が在籍している。弁護士による文化芸術分野のプロボノ活動としてVLAは中心的な地位にある。
コロンビア大学ではNYのVLAと提携しており、Columbia Journal of Law & the Artsというロー・レビューを発行している（外部リンク参照）。日本でもいくつかの大学図書館で購読している。

## 日本
日本人では、NY周辺のロースクール留学中にNYのVLAでインターンシップを経験した弁護士が少なくとも３名いるが、数としては非常に少ない。
弁護士を中心とした実務家による同種団体としてArts and Lawがある。